# Il libro dei sette sigilli
Il libro dei sette sigilli (in tedesco: Das Buch mit sieben Siegeln) è un oratorio in lingua tedesca, composto da Franz Schmidt fra il 1935 e il 1937 e ispirato ai temi dell'Apocalisse di San Giovanni. Fu rappresentato per la prima volta a Vienna il 15 giugno 1938.
L'Apocalisse è l'ultimo libro del Nuovo Testamento cristiano, il quale espone una visione profetica della fine del mondo attuale, del Giudizio Universale e della venuta della Gerusalemme celeste. Il libro custodito da sette sigilli è scritto in un linguaggio simbolico che non fu interpretato storicamente dall'apostolo ed evangelista né in seguito risultò comprensibile ad alcun essere umano. I sette sigilli vengono aperti dall'Agnello di Dio, Gesù Cristo assiso in trono alla destra del Padre, alla presenza dei ventiquattro anziani. Nell'opera, il numero 7 è fatto corrispondere ai sette spiriti creati da Dio e alla settuplice natura dell'ordine divino nel mondo. Nei capitoli IV e VII del testo biblico, l'apertura di ogni sigillo scatena una serie di eventi catastrofici che conducono progressivamente alla sua dissoluzione. 
L'oratorio trae ispirazione da tutti i capitoli del Libro della Rivelazione, dei quali impiega una selezione di brani. La voce narrante di un tenore descrive il significato divino e immutabile dei simboli presentandoli come termini una visione profetica del futuro, mentre le voci soliste, gli ensemble e i cori pongono in atto le scene e le risposte agli eventi che via via disvelano. 
La colonna sonora impiega risorse orchestrali complete, oltre ad alcuni passaggi importanti per grande organo solista. Descrivendo l'ultima catastrofe e il compimento del processo divino nella storia del mondo, l'oratorio si avventura oltre i confini convenzionali della narrativa e della devozione, in un modo che riflette le preoccupazioni estreme dell'epoca e tuttavia rimane fedele ai canoni propri del genere.

## Storia
Dagli spartiti originali di Schmidt risulta che la stesura dell'oratorio fu completata il 23 febbraio 1937 nella casa di Perchtoldsdorf, dopo due anni di intenso lavoro. Il Prologo vide la luce il 15 ottobre 1935, mentre la prima parte fu terminata nella prima metà dell'anno successivo. Poiché la sua mano era divenuta molto dolente, Schmidt smise di scrivere sperando in un miglioramento dopo un periodo di ricovero ospedaliero. Alla fine del 1936, l'opera era stata ultimata fino al suono della settima tromba. Altri due mesi di intenso lavoro permisero di arrivare alla versione finale, che fu portata in scena per la prima volta l'anno seguente.
La fase preparatoria di raccolta delle idee musicali e testuali aveva richiesto al compositore un tempo molto più lungo della loro formalizzazione tecnica. Alcune parti dell'opera, come l'Alleluia e l'indirizzo di chiusura di Dio, sono già prefigurate nei quattro piccoli Preludi e Fughe per organo del 1928. Diversamente da altre opere per le quali furono tramandati numerosi documenti (ad esempio due bozze integrali del suo Notre Dame), le uniche bozze dell'oratorio sopravvissute all'autore consistono in uno schema approssimativo della seconda parte, delineata due fogli di quaderno. Dalla partitura è possibile ricostruire a ritroso il filo delle continue manipolazioni e modifiche che portarono alla versione finale.
Oswald Kabasta e Raimund Weissensteiner sono alcuni dei nomi che attirarono la sua attenzione sul progetto di comporre un oratorio per l'Apocalisse, per il quale prese in considerazione anche le Lettere di San Paolo e la Canzone di Salomone . Oltre alla Bibbia di famiglia (nella versione di Martin Lutero), consultò altre traduzioni per arrivare a un testo chiaro e esteticamente piacevole. Sebbene nelle note autografe per la prima rappresentazione raccomandò di non modificare i testi scelti, attenendosi agli originali, lo spartito completo mostra l'alterazione occasionale di una parola con un termine risonante, come ad esempio sostituendo "trono" con "posto".

Inoltre, l'oratorio fu alterato con alcuni testi originali liberamente di provenienza extrabiblica e di autore ignoto.
La prima rappresentazione ebbe luogo a Vienna il 15 giugno 1938, con la Vienna Symphony Orchestra e la Vienna Singverein (Singverein der Gesellschaft der Musikfreunde) dirette da Oswald Kabasta, con Franz Schütz all'organo, Rudolf Gerlach-Rusnak nei panni dell'evangelista, al vertice del quartetto di cantanti solisti che vide anche la partecipazione di Erika Rokyta, Enid Szanth, Anton Dermota e Josef von Manowarda.
La prima del Regno Unito andò in scena il 24 maggio 1966, sotto la direzione di Bryan Fairfax.

## Struttura del testo
L'oratorio è organizzato in due parti principali, con un prologo che si svolge in cielo.

### Prologo in cielo
San Giovanni è interpretato da un tenore solista, che apre la scena nel ruolo di narratore principale, rivolgendo parole di devozione a Dio l'eterno e a Cristo il Redentore. La voce di Dio (basso) annuncia che Egli è l'Alpha e l'Omega, colui che mostrerà cosa si accinge ad accadere. Giovanni quindi dipinge la visione del trono in cielo, l'arcobaleno, i 24 anziani, i sette spiriti , il mare di vetro e le quattro creature viventi. Mentre le creature e gli anziani cantano inni di lode al Verbo di Dio incarnato, gli angeli chiedono chi sia degno di aprire il libro con i sette sigilli che è tenuto nella mano destra di Colui che siede sul trono. Giovanni osserva che nessuno uomo viene trovato degno di tale compito e poi ha la visione dell'Agnello di Dio immolato per riscattare gli uomini per mezzo del Suo sangue,  alzarsi in piedi davanti al trono, mentre Giovanni guida e il coro ripete e sviluppa le frasi, mentre l'Agnello prende il libro (Chorus: Die Vision des Lammes). Giovanni descrive come il coro viene iniziato all'adorazione dell'Agnello. Il prologo ha così fine.

### Prima parte
La prima parte descrive l'apertura dei primi sei sigilli e racconta la storia dell'umanità e dei quattro cavalieri dell'Apocalisse. Dopo un grande passaggio d'organo, il primo sigillo viene strappato e la scena prosegue descrivendo l'aspetto del cavallo bianco e del suo cavaliere incoronato. Il cavaliere, che Schmidt identifica con Gesù Cristo stesso, annuncia la venuta dell'Anticristo. Cavalca come un guerriero alla testa dell'esercito celeste, combattere nel Nome di Dio per riaffermare la giustizia. 
Quindi, Giovanni narra l'apertura del secondo sigillo da parte dell'Agnello che toglie i peccati del mondo, mentre dall'Abisso si vedono uscire il cavallo e il cavaliere rosso fuoco (della guerra), seguiti dalle schiere infernali, che porranno fine alla pace dal mondo, in modo da provocare una guerra di tutti contro tutti. Il cavaliere ottiene una grande spada. I cori di guerrieri, che esaltano la morte e saccheggiano ciò che trovano, chiedono che i bambini siano strappati all'amore e alle cure materne, mentre si odono i cori delle donne che cercano di proteggerli, gridare il proprio dolore e il loro tormento. (Ritornello: Der Krieg)
Il terzo e il quarto cavaliere indicano ciò che segue alla caduta del mondo in un enorme teatro di guerra. All'apertura del terzo sigillo, e del cavallo nero e del suo cavaliere, che tiene in mano la bilancia, simbolo di giustizia e di equità. Il cavaliere annuncia una piccola porzione di grano e orzo per tutti, mentre una madre e una figlia affamate cantano un pietoso lamento al Padre Celeste (Duoszene: Mutter e Tochter). 
Giovanni descrive quindi il cavallo di colore chiaro, il cavaliere e il regno della morte e della pestilenza che porta seco. Il tenore solista e il basso, sopravvissuti sul campo di battaglia cosparso di cadaveri (Duoszene: Ueberlebenden auf dem Leichenfelde) cantano della morte scatenata su tutta l'umanità, ad eccezione di un piccolo residuo di superstiti per i quali si adempiono le parole: «colui che dovrà resistere fino alla fine sarà salvato».
Al taglio del quinto sigillo, l'apostolo ed evangelista rivela che il coro di anime dei martiri cristiani giace sotto l'altare e sta invocando vendetta sulla terra per il proprio sangue versato ingiustamente (Chorus: Der Aufruhr im Himmel). Il Verbo di Dio dice loro di aspettare ancora un po' 'finché i loro fratelli e gli altri guerrieri non si sarebbero uniti a loro. 
Alla decodifica del sesto sigillo, ecco che il mondo è sconvolto da un grande terremoto, diluvio e fuoco: la prima parte dell'oratorio termina in un coro violento e agitato (Der Weltuntergang), interrotto da figure angolari di tromba, mentre la luna diventa rossa di sangue, le tempeste distruggono ogni cosa, le stelle cadono sulla terra, il mare tracima, il sole improvvisamente si fa nero e l'intera 'umanità si riunisce davanti alla faccia del Dio degli Dei nel Giorno dell'ira del Signore.

### Seconda parte
La seconda parte è introdotta da un climax d'organo climatico che apre la scena alla lunga narrazione di Giovanni, accompagnata dagli strumenti orchestrali. All'apertura del settimo sigillo, il cielo è avvolto in un grande silenzio in cielo. La narrazione seguente è un'allegoria della storia dei veri credenti e della loro Chiesa, dalla nascita di Gesù Cristo, della loro lotta contro i seguaci del Diavolo e contro i suoi falsi maestri fino alla vittoria suprema dei giusti. Giovanni descrive i segni nei cieli: drago con sette teste incoronate e l'aspetto di una regina che indossa sul capo una corona di dodici stelle, mentre tiene il sole e la luna soggiogati ai suoi piedi.  Mentre la coda del drago colpisce le stelle sulla terra, la donna dà alla luce un figlio, che è attratto dal trono di Dio. 
La donna si rifugia nel deserto, in un posto riservato per lei. Michele e i suoi angeli iniziano a combattere contro il drago (che significa Satana) e i suoi angeli, riuscendo a vincerlo e precipitarlo sulla terra, impedendo che essi possano mai ritornare in cielo. Il drago insegue la donna e muove guerra a coloro che osservavano la parola di Dio e portavano il segno di Cristo. Mentre vede aprirsi le porte del Paradiso, il Re dei re esce alla guida di un cavallo bianco che col suo esercito uccide tutti i seguaci del drago. Un angelo discende dal cielo e incatena il drago per mille anni, gettandolo nella fossa eterna, nella quale viene rinchiuso per sempre in modo da non poter più recare danno al genere umano.
L'ambientazione si sposta nuovamente nella quiete del cielo, il fine di tutto il tempo terreno, dove appaiono sette angeli mentre ricevono altrettante trombe. Ogni squillo di tromba segna l'inizio di nuovi grandi dolori per il mondo e i suoi abitanti. I solisti annunciano le sciagure, annunciati dal contralto di un quartetto: una pioggia di sangue e fuoco (il coro risponde che è la punizione per i peccati dell'umanità); una montagna luminosa che appare nel mare, nel quale tutte le vite si perdono mentre l'acqua si trasforma in sangue (Risposta: Grande Dio, i tuoi giudizi sono giusti); la stella di nome Artemisia, che cade sulla terra avvelenando tutte le acque in modo che perisca qualsiasi individuo che si disseta con esse (Risposta: Signore, la tua punizione è veramente giusta). Nel frattempo, il quartetto di voci soliste canta: «Guai a voi, sole luna e stelle sono perduti!». L'annuncio della quinta e della sesta tromba e delle relative sciagure sono consegnati interamente al coro: la piaga degli eserciti che divorano il popolo e gli eserciti di cavalieri che cercano le persone per ucciderle.
Quindi suona la settima tromba, che annuncia l'adempimento del piano salvifico di Dio predetto dai profeti. Il coro canta la lode di Dio Onnipotente, che governa il mondo e il genere umano, apprestandosi a chiamare i vivi e i morti risuscitati a nuova vita per il Giudizio Universale (Coro e Fuga quadruplo:  Der Appell zum Jüngsten Gericht). Giovanni narra lo svanire della terra e del cielo, mentre il mare e l'Inferno rilasciano liberi i loro morti e tutti vengono radunati al cospetto del Figlio di Dio assiso sul trono: il giudice supremo dissigilla il Libro della Vita e provvede a far gettare nel mare di fuoco coloro i cui nomi non sono scritti nel sacro testo. 
Allora, Giovanni intravede un nuovo Paradiso e una nuova terra, dove tutti coloro i cui nomi sono scritti nel Libro della Vita si raccolgono per ricevere in premio la vita eterna. La voce di Dio parla loro, dicendo che Egli è l'Alfa e l'Omega, Colui che li disseterà con l'acqua della Sua fonte di vita, li farà diventare il Suo popolo, asciugando le loro lacrime e cancellando il dolore. Ogni cosa ne esce rinnovata e chiunque vincerà la mala sorte, sarà scelto come Suo erede e figlio (soll es zum Erbe empfangen), mentre Egli sarà il suo Dio.
Segue quindi un estatico coro di Alleluia in onore e lode a Dio, seguito da un coro maschile sommesso di ringraziamento su tre note in canone gregoriano. Introdotto da una leggera fanfara all'apertura, il coro canta la parola Amen.